# Srednji Dolič
Srednji Dolič is een plaats in Slovenië en maakt deel uit van de gemeente Mislinja in de NUTS-3-regio Koroška. De plaats telde 251 inwoners op 1 januari 2020.